# المتحف الأثري بسلقطة
المتحف الأثري بسلقطة هو متحف تونسي يقع في مدينة سلقطة (ولاية المهدية).

أسس المتحف في 1980، ويحتوي عدة أعمال أثرية من سولكتوم (Sullectum) القديمة، خصوصا الطين النضيج، فسيفساء أرضية تصور سباق الأسد العملاق الأفريقي، ولكن أيضا أمفورات تأتي من مواقع أخرى في الساحل التونسي.